# Geoffroyus simplex
O papagaio de colarinho azul ( Geoffroyus simplex ) também conhecido como papagaio simples , papagaio de colarinho lilás ou papagaio de Geoffroy de colarinho lilás , é um papagaio encontrado nas elevações mais altas da Nova Guiné . É encontrado de 500 a 2300 m, principalmente entre 800 e 1900 m (embora a escassez de alimentos os leve para baixo). Tem 23–25 cm, principalmente verde com um bico preto, dobra de asa amarela, coberturas inferiores azuis e uma íris amarela pálida. Os machos adultos têm um colarinho azul na parte superior do peito até a parte inferior do pescoço acima do manto, as fêmeas adultas têm um pouco de azul na coroa traseira. Os juvenis não têm bico azul e são mais claros. Existem duas subespécies:
- G.s. simplex : Em Vogelkop. 23 cm
- G.s. buergersi : No resto da ilha. 25 cm, a gola nos machos é mais opaca mas mais larga atrás.

Habita florestas úmidas de colinas e bordas de florestas. Os rebanhos chegam a 200.